# Otto Schwarz (Jurist)
Otto Georg Alexander Schwarz (* 21. Januar 1876 in Piathen, Kreis Insterburg; † 29. Januar 1960 in Berlin-Frohnau) war ein deutscher Reichsgerichtsrat.

## Leben
In Ostpreußen geboren und aufgewachsen, legte Schwarz 1901 sein Assessorexamen ab. Während seines Studiums wurde er 1894 Mitglied der Burschenschaft Alemannia Königsberg. Im Jahr 1906 wurde er Amtsgerichtsrat in Memel (heute Klaipėda, Litauen), vier Jahre später ging er als Amtsgerichtsrat nach Hannover und wurde dort 1911 zum Landgerichtsrat. Nach dem Ende des Weltkrieges erhielt Schwarz im Jahr 1919 eine Stelle als Oberlandesgerichtsrat in Breslau (heute Wrocław, Polen). 1926 wurde er in Leipzig Reichsgerichtsrat, zunächst im IV. (1926–1931, 1937–1942/43) und später im II. Strafsenat des Reichsgerichts (1944–1945). Ab Januar 1930 war er Schriftleiter der Deutschen Richterzeitung. Nach dem Ende des Deutschen Reichs war Otto Schwarz ab 1945 zunächst als Amtsgerichtsrat in Sachsen und schließlich in Thüringen tätig. Um einer Zwangsmitgliedschaft in der SED zu entgehen, legte Schwarz seine Arbeit nieder und verzog aus der sowjetischen Besatzungszone nach Berlin-Frohnau.
Otto Schwarz begründete 1933 zwei bis heute fortgesetzte Kommentare zum Strafgesetzbuch (fortgeführt von Eduard Dreher, Herbert Tröndle und Thomas Fischer) und zur Strafprozessordnung (fortgeführt von Theodor Kleinknecht, Karlheinz Meyer, Lutz Meyer-Goßner, Bertram Schmitt und Marcus Köhler). Bis zu seinem Tod im Alter von 84 Jahren erschien Schwarz’ Kommentar zum Strafgesetzbuch mit 114.000 Exemplaren in 21 Auflagen, während der Kommentar zur Strafprozessordnung in 22 Auflagen 95.000-mal gedruckt wurde.